# Rogaland
Rogaland  je okrožje regije Zahodna Norveška, ki meji na Severno morje na zahodu in okraje Vestland na severu, Vestfold og Telemark na vzhodu ter Agder na vzhodu in jugovzhodu. Leta 2020 je imela 479.892 prebivalcev. Upravno središče okraja je mesto Stavanger, ki je eno največjih mest na Norveškem.
Rogaland je središče norveške naftne industrije. Leta 2016 je imelo okrožje stopnjo brezposelnosti 4,9 %, eno najvišjih na Norveškem. Leta 2015 je imelo stopnjo rodnosti 1,78 otroka na žensko, kar je največ v državi. Škofija Stavanger za Norveško Cerkev vključuje celotno okrožje Rogaland.

## Etimologija
Rogaland je staro nordijsko ime regije, ki je bilo oživljeno v sodobnem času. Med dansko vladavino Norveške do leta 1814 se je grofija imenovala Stavanger amt, po velikem mestu Stavanger. Prvi element je množinski rodilnik rygir, ki se verjetno nanaša na ime starega germanskega plemena (Rugijci). Zadnji element je land, kar pomeni 'dežela' ali 'regija'. V starih nordijskih časih se je regija imenovala Rygjafylki.

## Geografija
Rogaland je večinoma obalno okrožje s fjordi, plažami in otoki, glavni otok je Karmøy. Prostrani Boknafjord je največji zaliv, iz katerega se odcepijo številni fjordi.
Stavanger/Sandnes, tretje največje urbano območje na Norveškem, je v osrednjem Rogalandu in vključuje veliko mesto Stavanger ter sosednje občine Sandnes, Randaberg in Sola. Skupaj je to somestje uvrščeno nad mesto Trondheim na lestvici prebivalstva na Norveškem.
Poleg Stavangerja in Sandnesa je v Rogalandu še več naselij. To so Haugesund, Egersund, Sauda, Bryne, Kopervik, Åkrehamn in Skudeneshavn.
Karmøy ima velika nahajališča bakra (nekaj iz rudnika Visnes je bilo uporabljenega pri gradnji Kipa svobode). Sokndal ima velika nahajališča ilmenita. Rogaland je najpomembnejša regija za raziskovanje nafte in zemeljskega plina na Norveškem, okrožje Jæren v Rogalandu pa je eno najpomembnejših kmetijskih okrožij v državi.

### Občine
Rogaland ima 23 občin:
Eigersund, Stavanger, Haugesund, Sandnes, Sokndal, Lund, Bjerkreim, Hå, Klepp, Time, Gjesdal, Sola, Randaberg, Strand, Hjelmeland, Suldal, Sauda, Kvitsøy, Bokn, Tysvær, Karmøy, Utsira, Vindafjord.

## Zgodovina
V Rogalandu so ostanki iz najzgodnejših časov, kot so izkopanine v jami pri Viste v Randabergu (Svarthola). Med njimi je tudi najdba okostja dečka iz kamene dobe. Različne arheološke najdbe izvirajo iz naslednjih časov, bronaste in železne dobe. Najdenih je bilo veliko križev v irskem slogu. Rogaland se je v vikinški dobi imenoval Rygjafylke. Pred Haraldom Lepolasim in bitko pri Hafrsfjordu je bilo to majhno kraljestvo. Rugijci so bili pleme, ki je bilo verjetno povezano z Rogalandom.

## Kultura in turizem
Organizirana je vrsta festivalov in kongresov mednarodnega slovesa in profila, kot so Festival komorne glasbe, Festival Maijazz, Festival Gladmat (v prevodu hrana z veselim nasmehom) in dogodek ONS, ki je v Stavangerju potekal vsako drugo leto od leta 1974. ONS je pomembna mednarodna konferenca in razstava s poudarkom na nafti in plinu ter drugih temah iz naftne industrije. Koncertna dvorana in glasbeni kompleks v Bjergstedu ter Simfonični orkester iz Stavangerja so pomemben navdih v norveškem glasbenem okolju. Drug letni dogodek v Stavangerju je The World Tour Beach Volleyball. Med tem turnirjem se središče mesta spremeni v areno za odbojko na mivki.
Rogaland je dom številnih naravnih čudes, kot so Prekestolen, Kjerag in melišče Gloppedalsura. V Stavangerju je v Rogalandu arheološki muzej s številnimi artefakti iz zgodnje zgodovine. Kmetija iz železne dobe v Ullandhaugu v Stavangerju je rekonstruirana na prvotni lokaciji kmetije iz let 350–500 našega štetja. Kmetija Vikingov je muzej v Karmøyu.

## V popularni kulturi
Rogaland je igralna regija na Norveškem v Assassin's Creed Valhalla, ki se v igri imenuje Rygjafylke. Je tudi domovina glavnega junaka igre, Eivorja Varinsdottirja.